# Funkcja logistyczna

Wykres standardowej funkcji logistycznej

Funkcja logistyczna lub krzywa logistyczna – wykorzystywana do modelowania wielu zjawisk krzywa w kształcie litery S (krzywa sigmoidalna) opisana równaniem
{\displaystyle f(x)={\frac {L}{1+e^{-k(x-x_{0})}}}},
gdzie L to parametr wyznaczający kres górny zbioru wartości funkcji, w określonych kontekstach nazywany pojemnością środowiska, k to logistyczna stopa wzrostu wyznaczająca tempo przyrostu krzywej, zaś {\displaystyle x_{0}} to wartość {\displaystyle x} wyznaczająca środek krzywej (punkt przegięcia, w którym funkcja przyjmuje wartość {\displaystyle L/2}). 
Spotyka się też zapis
{\displaystyle f(x)={\frac {a}{1+be^{-cx}}}}.
Oba zapisy są równoważne: {\displaystyle a=L},  {\displaystyle c=k}, zaś {\displaystyle b=e^{kx_{0}}} ({\displaystyle x_{0}={{\text{ln}}b}/{c}}). 
Dziedziną funkcji logistycznej są liczby rzeczywiste, granica dla {\displaystyle x\to -\infty } wynosi 0, a granica dla {\displaystyle x\to +\infty } to {\displaystyle L}.
Funkcja logistyczna znajduje zastosowanie w wielu dziedzinach, w tym w biologii (zwłaszcza ekologii), biomatematyce, chemii, demografii, ekonomii (np. modelowanie dyfuzji innowacji), teorii prawdopodobieństwa i statystyce (np. regresja logistyczna), socjologii, językoznawstwie, sztucznych sieciach neuronowych. Przy odpowiednio dobranych parametrach funkcja logistyczna jest dystrybuantą rozkładu logistycznego.

## Standardowa funkcja logistyczna
Standardowa funkcja logistyczna to funkcja logistyczna z parametrami {\displaystyle L=1,k=1,x_{0}=0} ({\displaystyle b=1}) opisana równaniem
{\displaystyle f(x)={\frac {1}{1+e^{-x}}}}
i niekiedy nazywana po prostu sigmoidem (ang. the sigmoid). Innym stosowanym określeniem jest expit, co nawiązuje do faktu, że funkcja jest odwrotnością logitu. Standardowa funkcja logistyczna jest dystrybuantą rozkładu logistycznego z parametrami {\displaystyle \mu } = 0 i {\displaystyle s} = 1.

## Uogólnienia
Istnieje wiele uogólnień funkcji logistycznej znajdujących zastosowanie w modelowaniu wzrostu. Należą do nich między innymi uogólniona krzywa logistyczna i krzywa Gompertza.
W statystyce, gdzie wartości funkcji logistycznej są interpretowane jako prawdopodobieństwa wystąpienia jednej z dwóch możliwych kategorii, uogólnieniem na trzy lub więcej kategorii jest funkcja softmax, której wartości są wektorami.